# ORP Kujawiak
ORP Kujawiak byl eskortní torpédoborec britské třídy Hunt. Během druhé světové války sloužil v polském námořnictvu. Stavba byla zahájena 22. listopadu 1939 v loděnici Vickers Armstrong v Tyne. Spuštěn byl 30. října 1940 jako HMS Oakley a v červnu 1941 převzat polským námořnictvem jako ORP Kujawiak. Torpédoborec byl pojmenován podle polského národního tance. Jeho velitelem byl kapitán Ludwik Lichodziejewski.
Kujawiak však sloužil v polském námořnictvu pouze rok. Dne 16. června 1942, během operace Harpoon, najel nedaleko Malty na minu a potopil se. Na jeho palubě zahynulo 25 polských námořníků a dalších 20 bylo zraněno.